# Genickschussanlage
Eine Genickschussanlage war eine Vorrichtung zur überraschenden Hinrichtung in der Zeit des Nationalsozialismus. Das Opfer wurde dabei unter einem Vorwand so platziert, dass aus dem Nachbarraum ein Schuss in sein Genick abgegeben werden konnte (Genickschuss). Teilweise waren Genickschussanlagen als an der Wand angebrachte Messlatten oder medizinische Instrumente getarnt. Bekannt sind derartige Anlagen vor allem aus Konzentrationslagern, wobei die Anlagen nicht nur zur Vollstreckung offizieller Todesurteile, sondern auch zur unauffälligen Ermordung großer Opfergruppen dienten.

## Anlage im KZ Buchenwald
Im KZ Buchenwald wurden nach dem Überfall auf die Sowjetunion ab 1941 vor allem sowjetische Kriegsgefangene unter Nutzung der dortigen Genickschussanlage hinterrücks ermordet. Zum Zwecke der Exekution aus anderen Sammellagern überstellte KZ-Häftlinge wurden unter dem Vorwand einer ärztlichen Untersuchung in den ehemaligen Pferdestall des Lagerkommandanten Karl Otto Koch transportiert. Nachdem sie sich entkleidet hatten, wurden sie einzeln in einen Raum geführt, der suggestiv als Untersuchungszimmer eingerichtet, dessen Boden jedoch rot gestrichen war, um Blutspuren zu kaschieren, die Argwohn beim eintretenden Häftling hätten hervorrufen können. Anschließend wurde das Opfer zwecks „Vermessung“ vor einer Wand mit Messlatte platziert und sodann durch einen Schlitz in der Messlatte von seinem Mörder, der in einem Nebengelass hinter der Wand wartete, erschossen. Zuständig für den Betrieb der Anlage war ein Exekutionskommando namens Kommando 99.
Die in das Lager überstellten Kriegsgefangenen waren auf Grundlage des Kommissarbefehls umgehend zu ermorden und wurden in den Lagerlisten generell nicht registriert, weswegen weder Namen, noch Ankunft oder Tod der Betroffenen dokumentiert sind. Angaben über die Anzahl der im KZ Buchenwald auf die beschriebene Weise getöteten sowjetischen Kriegsgefangenen differieren daher sehr und reichen von 800, über mindestens 7.000 bis zu über 8.000 Opfern.

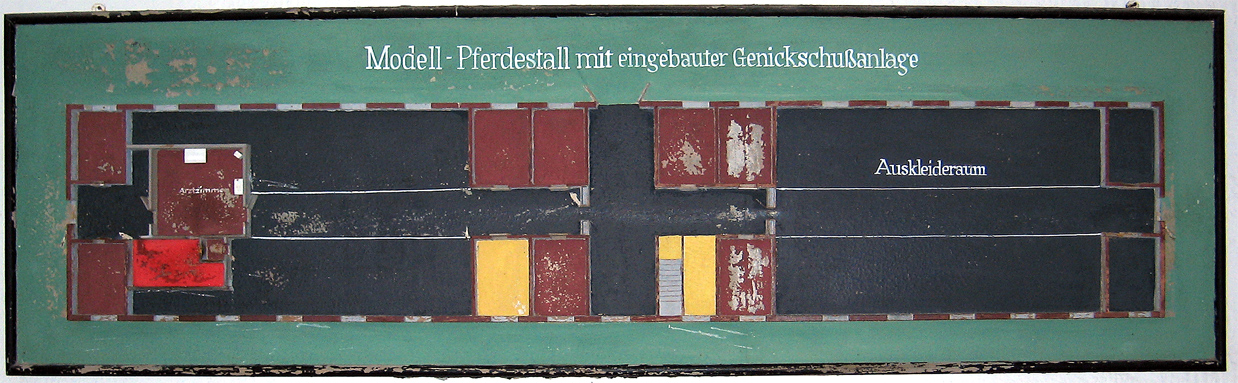
Modell der Räumlichkeiten des Stallgebäudes nach dessen Umbau zur Hinrichtungsstätte
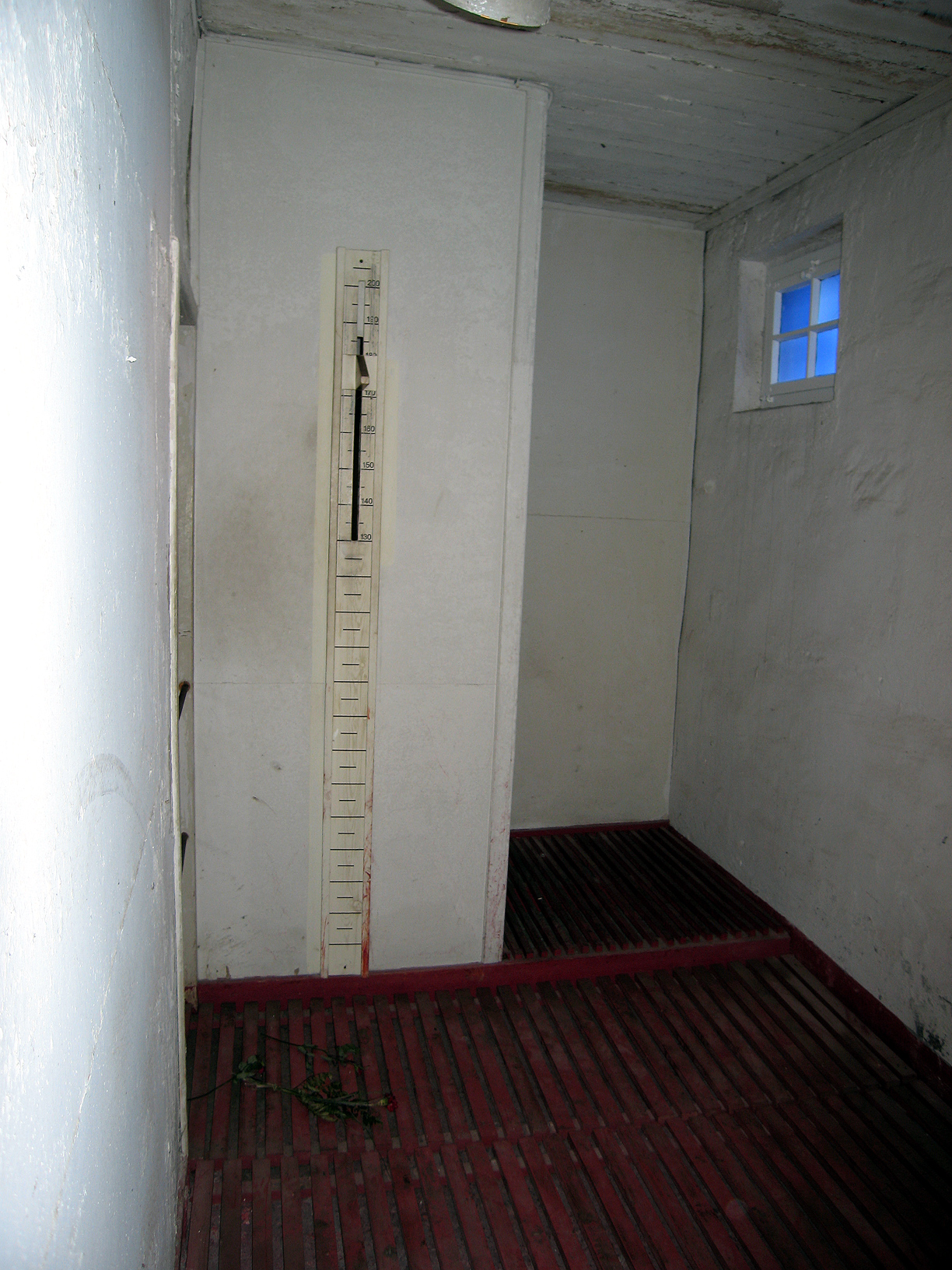
Nachbau der Anlage im KZ Buchenwald.
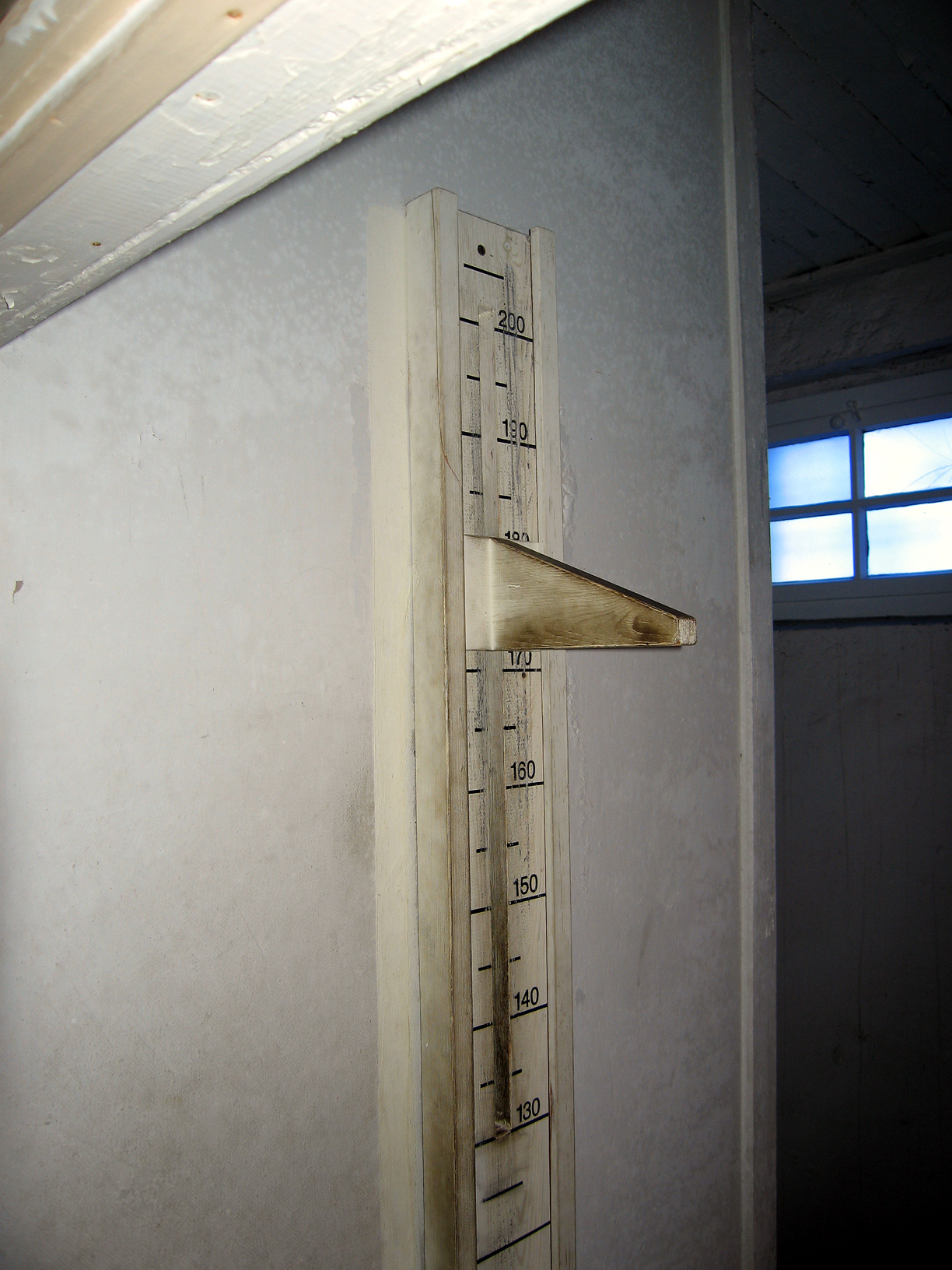
Geschossen wurde beim Messen der Körperhöhe durch ein Loch in der Führung der Kopfplatte.
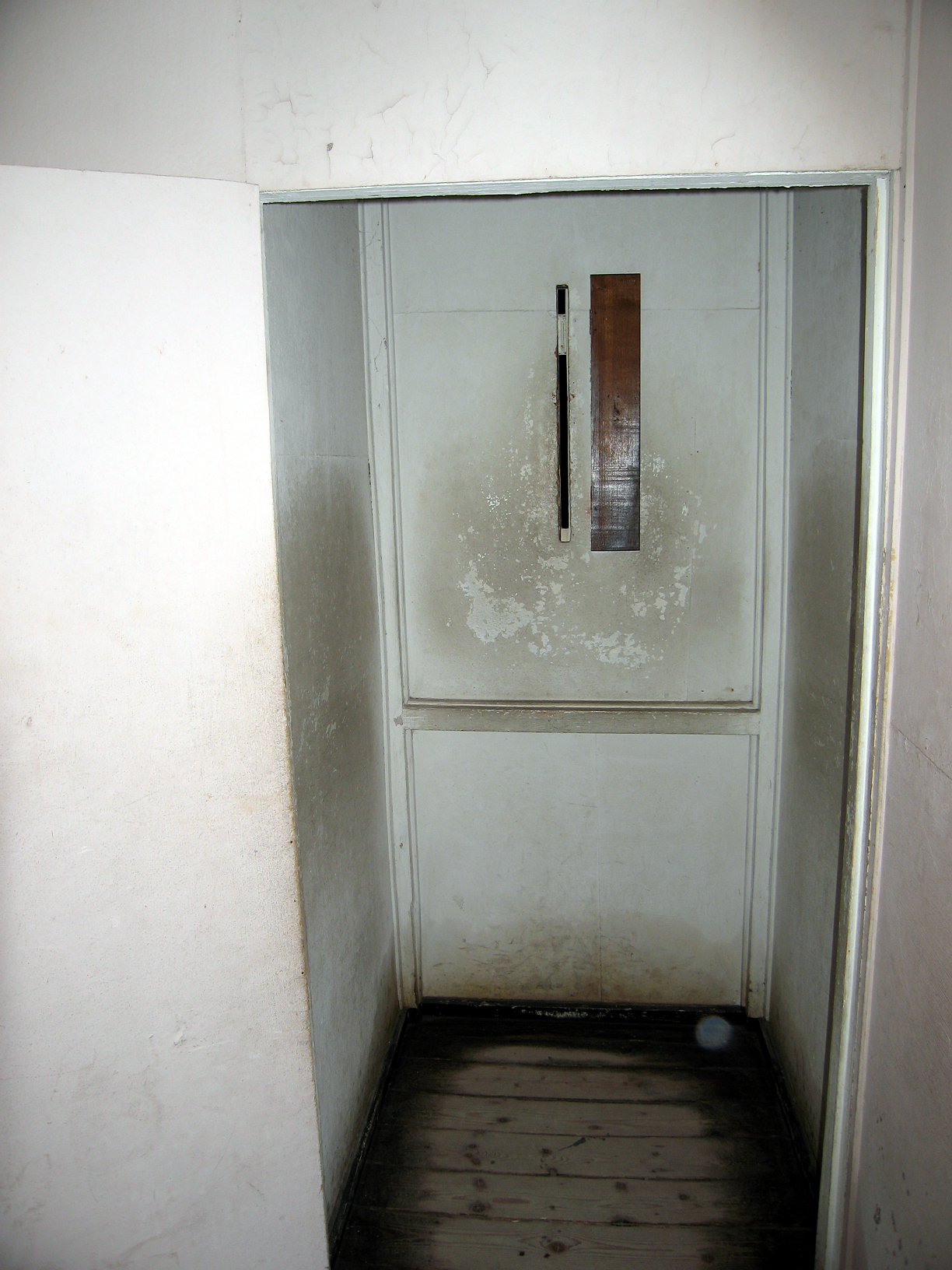
Rückseite der Genickschussanlage, Aufenthaltsort des Schützen
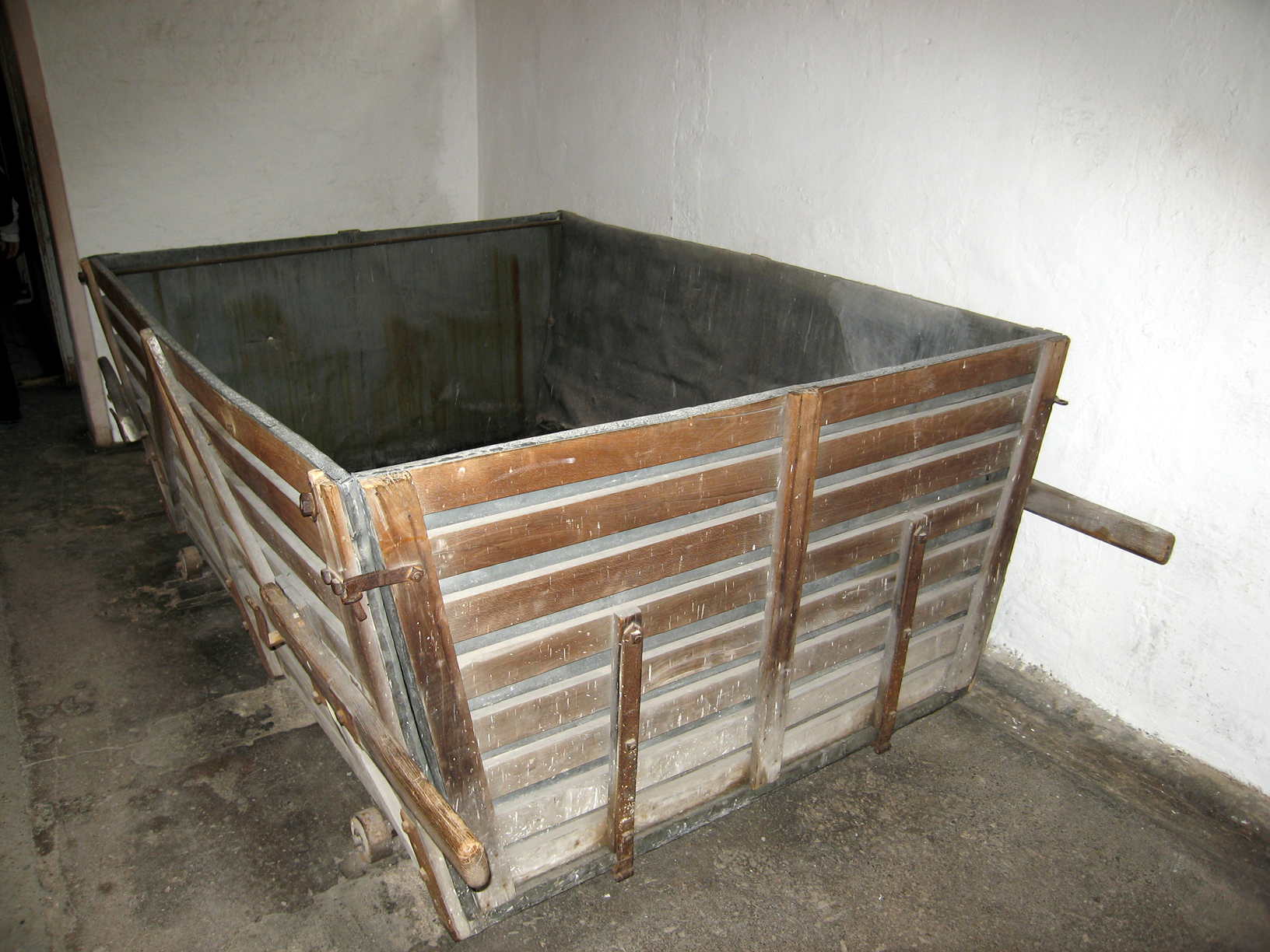
Wanne zum Abtransport der Leichen

## Anlage im KZ Sachsenhausen
Eine ähnliche Anlage bestand auch im KZ Sachsenhausen. Bei der Räumung des Lagers wurden technische Einrichtungen der Genickschussanlage und der Gaskammer abgebaut und im Industriehof versteckt. Die Schießscharte in der Wand wurde zugemauert. Für einen von der DEFA 1945/1946 im Auftrag der Sowjets gedrehten Film wurden diese Anlagen restauriert.

## Weitere Standorte
- KZ Flossenbürg[9]
- KZ Mauthausen (dort bekannt als „Genickschussecke“)[10]
- KZ Stutthof[11]

Es ist nicht ausgeschlossen, dass inner- oder außerhalb anderer Konzentrationslager ebenfalls solche Anlagen existierten.